# Franz Josef Marxer

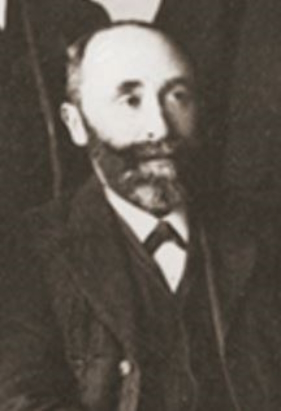
Franz Josef Marxer

Franz Josef Marxer (* 29. August 1871 in Eschen; † 7. Dezember 1958 ebenda) war ein liechtensteinischer Politiker (FBP).

## Biografie

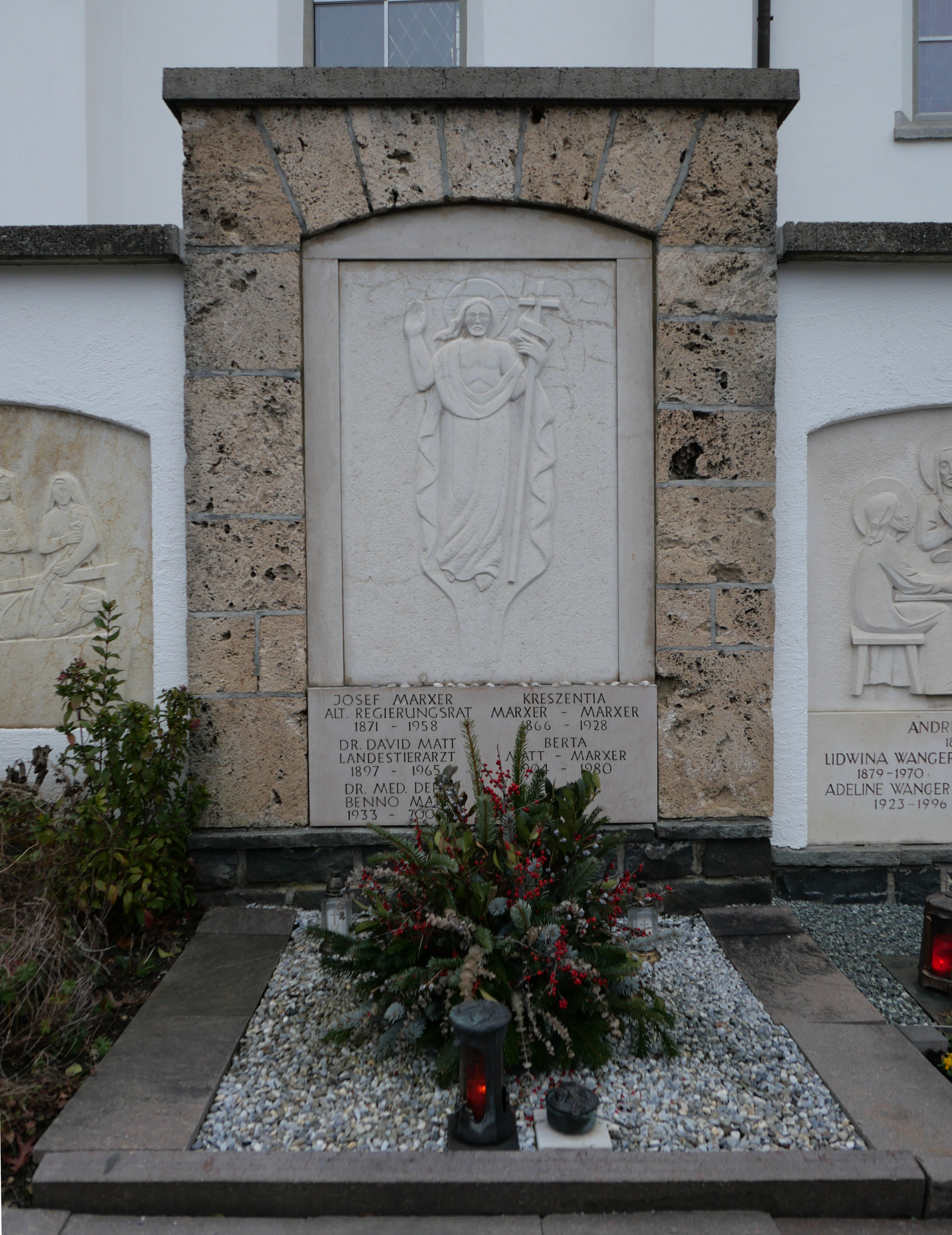
Das Familiengrab von Marxer, seiner Frau Kreszentia, geb. Marxer (1866–1928), ihrer beider einzigen Tochter Berta (1904–1980) und deren Ehemann David Matt (1897–1965) sowie ihres Enkels Benno (1933-200?) auf dem Friedhof von Eschen.

Josef Marxer war von 1906 bis 1912 Gemeindekassier von Eschen. Von 1912 bis 1918 amtierte er als des Gemeindevorsteher. Des Weiteren gehörte er von 1921 bis 1924 dem Gemeinderat an und war von 1924 bis 1927 stellvertretender Gemeindevorsteher. 1918 war Marxer eines der Gründungsmitglieder der Fortschrittlichen Bürgerpartei (FBP).
Neben seiner politischen Tätigkeit auf Gemeindeebene war Marxer auch landespolitisch aktiv. Von 1906 bis 1922 und erneut von 1926 bis 1939 war er Abgeordneter im Landtag des Fürstentums Liechtenstein. In dieser Zeit hatte er dort von 1930 bis 1932, von 1933 bis 1934 und von 1935 bis 1936 das Amt des Vizepräsidenten des Landtags inne. Marxer gehörte von 1918 bis 1922 als Regierungsrat der Regierung des Fürstentums Liechtenstein an.